# Футбольна федерація Буркіна-Фасо
Буркінійська федерація футболу (англ. Burkinabe Football Association, фр. Fédération Burkinabé de Foot-Ball) - організація, що здійснює контроль та управління футболом у Буркіна-Фасо. Розташовується в столиці країни Уагадугу.
БФФ заснована у 1960 році, вступила до ФІФА у 1964 році та до КАФ у 1961 році. 1975 року стала членом-засновником Західноафриканського футбольного союзу. 
Федерація організує діяльність та управляє національними збірними з футболу (чоловічою, жіночою, молодіжними). Під егідою федерації проводиться чемпіонат країни, кубок країни та інші змагання.